# Onold (biskup kujawski)
Onold (również Onolf) (zm. ok. 1186) – biskup kruszwicki ok.1156 - ok. 1161, biskup włocławski po 1161 - ok. 1186). 
Współczesne źródła przypisują mu pochodzenie z dzisiejszego terenu Włoch. Podczas ogólnopolskiego zjazdu w Łęczycy, zwołanego przez Bolesława Kędzierzawego, występuje jako biskup kruszwicki, pod datą 21 maja 1161 r. Nie wiadomo dokładnie jak długo Onold sprawował już swój urząd. Po nominacji biskupa Wernera z biskupstwa we Włocławku na biskupstwo płockie, Onold mianowany został biskupem włocławskim, a ziemie biskupstwa kruszwickiego włączone zostały do diecezji włocławskiej. W 1180 roku wziął udział w synodzie łęczyckim, na którym uchwalono pierwsze immunitety dla duchowieństwa. Onoldowi przypisywane są starania o książęce nadanie z rąk Leszka Bolesławica, które miało miejsce w 1185 roku. Za czasów jego pontyfikatu powstała również romańska katedra we Włocławku oraz szpital św. Gotarda w Szpetalu. 
Jego śmierć datuje się na ok. 1186 r, gdyż jego następca - bp Stefan pojawia się w 1187 r.